# Johan 3. af Portugal
Johan 3. (portugisisk: Dom João III), kaldet Johan den Fromme (portugisisk: João o Piedoso), (6. juni 1502 i Lissabon – 11. juni 1557 i Lissabon) var den 15. konge af Portugal fra 1521 til 1557. Han var søn af Manuel 1. af Portugal og Maria af Aragonien.
Johan 3. regerede i en periode hvor Portugal var på højden af sin politiske og økonomiske magt. De portugisiske befæstninger i Asien blev yderligere udvidet i hans regeringstid, samtidig som han fik igangsat en mere systematisk kolonisering af Brasilien. Han udviklede blandt andet en politik som styrkede portugisiske positioner i Indien, hvor han blandt andet indførte monopol på handel med krydderi fra Molukkerne. Videre etablerede han mere formaliseret kontakt med Kina og Japan. I Nordafrika afviklede han portugisiske befæstninger i muslimske områder for bedre at kunne koncentrere sig om Indien og Brasilien. I et forsøg på at udvide handelen yderligere, tog Johan 3. også kontakt med landene i Baltikum samt med Rheinland. Han grundlagde Universitetet i Coimbra, forøgede kirkens magt og indførte også den portugisiske inkvisition i 1536.
| Efterfulgte: Manuel 1. | Konge af Portugal 1521 - 1557 | Efterfulgtes af: Sebastian 1. |